# Kanton Saint-Denis-Nord-Est
Kanton Saint-Denis-Nord-Est is een voormalig kanton van het Franse departement Seine-Saint-Denis.

## Geschiedenis
Het kanton maakte deel uit van het arrondissement Saint-Denis tot het samen met de andere twee kantons van Saint-Denis (Nord-Ouest en Sud) werd opgeheven. De stad werd hierop verdeeld over twee nieuwe kantons: Saint-Denis-1 en -2.

## Gemeenten
Het kanton Saint-Denis-Nord-Est omvatte uitsluitend een deel van gemeente Saint-Denis.